# Albuca longipes
Albuca longipes är en sparrisväxtart som beskrevs av John Gilbert Baker. Albuca longipes ingår i släktet Albuca och familjen sparrisväxter. Inga underarter finns listade i Catalogue of Life.